# Ана Пророчица (Нови завет)
Ана Пророчица (хебр. חנה, грч. Αννα) је светитељка, савременик Исуса Христа поменута у Новом завету као учесник у Сретењу Господа Исуса Христа.
Ана је, како наводи јеванђелиста Лука, била благочестива удовица у Јерусалиму: „ћерка Фануилова, од племена Ашерова, у дубокој старости, која је живела са супругом од свог девојаштва седам година“ (Лука 2:36). На дан када су бебу Исуса, његови родитељи Марија и Јосиф довели у Храм у Јерусалиму, да га жртвују као мушког првенца, у складу са тадашњим јеврејском законом (Излазак 12:12-15), Ана је имала 84 година: „није одступала од храма, у посту и молитви, служећи Богу дању и ноћу“ (Лука 2:37).
Након што је Симеон Богопримац примио малог Исуса у наручје и препознао га као очекиваног месију, и Ана је почела своју проповед „захваљујући Господу и говораше о њему свима који су тражили избављење у Јерусалиму“ (Лука 2:38).
Ану Православна црква прославља 3. фебруара (заједно са Симеоном Богопримцем)по јулијанском календару и 28. августа.
У православној иконографији, Ана се приказује каостарица од 84 године, јеврејски тип, лице танко, у капуту, са велом на глави.